# Críticos del New Deal
La siguiente es una lista de críticos del New Deal.

## De izquierda (liberales a extrema izquierda)
- Mary van Kleeck, feminista social estadounidense, activista laboral y científica social[1][2]
- Huey Long. Gobernador y senador de Luisiana; apoyó a Roosevelt en 1932; se rompió y estaba preparando una campaña presidencial de izquierda en 1936
- William Lemke, Dakota del Norte, recogió el apoyo de Huey Long en 1936
- Norman Thomas, candidato presidencial frecuente en la lista socialista. No estaba de acuerdo con la teoría económica de Roosevelt.
- John L. Lewis, líder de Mineros y CIO; fuerte partidario de Roosevelt en 1936; en 1940 debido a la política exterior de Roosevelt que se opone a Alemania.

## De derecha (conservadores, libertarios, etc.)

### Políticos
- John Nance Garner, apoyó a Roosevelt en 1932; rompió con Roosevelt en 1937 sobre su plan de embalaje de la corte (plan de empaque de la corte de 1937).
- Carter Glass, senador de Virginia, vino de su lecho de muerte a la Convención Demócrata de 1940 para nominar al director de campaña de Franklin Roosevelt James Farley como candidato del Partido Demócrata a la presidencia. Glass estaba en contra de la candidatura para el tercer mandato de Roosevelt.
- William Randolph Hearst, exlíder del ala izquierda del Partido Demócrata; propiedad de la cadena de periódicos más grande del país; principal partidario de Roosevelt en 1932, rompió con Roosevelt en 1935 por la propuesta de Roosevelt de aumentar considerablemente los impuestos sobre las herencias de los ricos y cerrar varios vacíos fiscales utilizados por los ricos para evitar pagar impuestos.
- Hugh S. Johnson, primer jefe de la Administración Nacional de Recuperación ver . Johnson se peleó con Roosevelt después de que Roosevelt lo despidiera en 1935.
- George N. Peek, apoyó a Roosevelt en 1932
- Al Smith, candidato demócrata a presidente de EE. UU. En 1928; fundó la Liga de la Libertad Estadounidense en 1934 para atacar los programas del New Deal por promover un "conflicto de clases" innecesario.
- Rush D. Holt, Sr., senador demócrata de Virginia Occidental; se opuso a las políticas interior y exterior de Roosevelt.
- Robert A. Taft, poderoso senador republicano de Ohio desde 1939 hasta 1953. Taft era el líder del ala conservadora del Partido Republicano; Constantemente denunció el New Deal como "socialismo" y argumentó que dañaba los intereses comerciales de Estados Unidos y otorgaba un control cada vez mayor al gobierno central en Washington. Antes del ataque japonés a Pearl Harbor Taft, se opuso vigorosamente a los intentos de Roosevelt de ayudar a Gran Bretaña en la Segunda Guerra Mundial.
- Ronald Reagan, actor de cine de Hollywood; New Dealer fuerte en la década de 1940; comenzó a oponerse a los programas del New Deal en la década de 1950 como portavoz de la empresa General Electric; más tarde se convertiría en Presidente de los Estados Unidos en 1980.
- Lewis Douglas, Director de Presupuesto, 1933.
- Harry F. Byrd, senador demócrata de Virginia.
- Frank Knox, candidato republicano a la vicepresidencia en 1936; se unió al gabinete de Roosevelt como  Secretario de la Marina, 1940–44
- Henry Stimson, Secretario de Estado de Hoover; se unió al gabinete de Roosevelt como  Secretario de Guerra, 1940–45
- Wendell Willkie,  Republicano candidato presidencial en 1940; apoyó a Roosevelt 1941–43

### Escritores y ponentes
- Maxwell Anderson, dramaturgo, libertario estadounidense, escribió Knickerbocker Holiday (con Kurt Weill) como una sátira del New Deal que comparaba a Roosevelt con Hitler y Mussolini.
- Charles Coughlin, sacerdote católico irlandés-estadounidense con una enorme audiencia de radio; anticomunista,[3][4] originalmente de izquierda y partidario de Roosevelt en 1932, pero en 1935 Coughlin "criticó a Roosevelt como anti-Dios".[4] Charles Coughlin denunció a Roosevelt como demasiado moderado y exigió medidas más fuertes contra el "capitalismo" que asociaba con los "judíos".
- Elizabeth Dilling, anticomunista activista, autora de "Roosevelt y sus antecedentes" (1936)
- John Dos Passos, novelista; anteriormente a la izquierda.
- John T. Flynn, periodista, autor de  The Roosevelt Myth ; anteriormente a la izquierda.
- Milton Friedman, economista. Portavoz del Tesoro durante la Segunda Guerra Mundial; mientras apoyaba los esfuerzos de ayuda y empleo y la política monetaria expansiva bajo el New Deal, Friedman también fue crítico de la Administración Nacional de Recuperación.[5]
- Robert Frost, poeta
- Garet Garrett, redactor editorial de "Saturday Evening Post"
- Henry Hazlitt, escritor
- Robinson Jeffers, poeta y dramaturgo[6]
- Alice Lee Jemison, defensora de los derechos de los nativos americanos
- Rose Wilder Lane, novelista y periodista
- David Lawrence, columnista de una revista
- Walter Lippmann columnista de un periódico y filósofo político
- H.L. Mencken, periodista, ensayista y editor de una revista estadounidense
- Raymond Moley, antiguo Brain Trust
- Albert Jay Nock,  libertario autor y crítico social
- Isabel Paterson, autora libertaria
- Westbrook Pegler columnista del periódico
- Ezra Pound, poeta estadounidense y expatriado; locutor de radio para el líder italiano Benito Mussolini en la Segunda Guerra Mundial
- Ayn Rand novelista, fundadora del Objetivismo y una inspiración para el libertarismo.
- John R. Rice, escritor protestante y  fundamentalista.[7]
- Gerald L. K. Smith, segundo al mando de Huey Long; asumió el control de "SOWM" después de la muerte de Long, fue en dirección pro-nazi
- Gertrude Stein, novelista, poeta, dramaturga
- Mark Sullivan, columnista de un periódico
- James True[8]
- DeWitt Wallace, periodista y editora de Reader's Digest [9]

## Libros con un punto de vista anti-New Deal
- Alfred M. Bingham y Selden Rodman, editores, "Challenge to the New Deal" (1934)
- Herbert Hoover, "Direcciones en la carretera estadounidense, 1933-1938" (1938)
- Raymond Moley, "Después de 19 años" (1939)
- Herbert Hoover, "Direcciones en la carretera estadounidense, 1940-1941" (1941)
- Thomas Jefferson Coolidge,  Por qué el gobierno centralizado  (1941)
- John T. Flynn,  The Roosevelt Myth  (1948, revisado en 1952)
- Garet Garrett,  The People's Pottage  (1951, luego reeditado como  Burden of Empire  y  Ex America )
- Murray Rothbard, "La Gran Depresión de Estados Unidos". (1963)
- James J. Martin, "Liberalismo estadounidense y política mundial, 1931-1941" (1964)
- Garet Garrett, "Salvos contra el New Deal: Selecciones del Saturday Evening Post, 1933-1940" (2002), editado por Bruce Ramsey
- Thomas Fleming,  La guerra de los New Dealers : FDR y la guerra dentro de la Segunda Guerra Mundial (2002)
- Garet Garrett, "Defiende Estados Unidos primero: las editoriales antibélicas del Saturday Evening Post, 1939-1942" (2003), editado por Bruce Ramsey
- Jim Powell, "La locura de FDR: cómo Roosevelt y su New Deal prolongaron la Gran Depresión" (2003)
- Gene Smiley,  Repensar la Gran Depresión  (2003)
- Thomas Woods,  La guía políticamente incorrecta de la historia estadounidense  (2004)
- Robert P. Murphy,  La guía políticamente incorrecta del capitalismo  (2007)
- Amity Shlaes, "El hombre olvidado: una nueva historia de la Gran Depresión" (2007)
- Jonah Goldberg,  Fascismo liberal: la historia secreta de la izquierda estadounidense, desde Mussolini a la política del significado  (2008)
- Burton W. Folsom, Jr.,  New Deal or Raw Deal ?: How FDR's Economic Legacy Has Damaged America  (2008)
- Robert P. Murphy, "La guía políticamente incorrecta de la Gran Depresión y el New Deal" (2009)

## otras referencias
- Gary Dean Best; The Critical Press and the New Deal: The Press Versus Presidential Power, 1933–1938 Praeger Publishers 1993. online edition
- Brinkley, Alan. Voices of Protest: Huey Long, Father Coughlin, & the Great Depression (1983)
- Graham, Otis L. and Meghan Robinson Wander, eds. Franklin D. Roosevelt: His Life and Times. (1985), an encyclopedia
- Kennedy, David M. Freedom From Fear: The American People in Depression and War, 1929–1945. (1999) the best recent scholarly narrative.
- McCoy, Donald * R. Landon of Kansas (1966) Archivado el 16 de enero de 2009 en Wayback Machine. standard scholarly biography
- Paterson, James. Mr. Republican: A Biography of Robert Taft (1972), standard biography
- Ronald Radosh. Prophets on the Right: Profiles of conservative critics of American globalism (1978)
- Schlesinger, Arthur M. Jr., The Age of Roosevelt, 3 vols, (1957–1960), the classic pro-New Deal history, with details on critics. Online at vol 2 vol 3
- Rudolf, Frederick. "The American Liberty League, 1934–1940," American Historical Review, LVI (October 1950), 19–33 online at JSTOR
- Smith, Richard Norton. An Uncommon Man: The Triumph of Herbert Hoover (1987) biography
- White, Graham J. FDR and the Press. 1979.
- Winfield, Betty Houchin. FDR and the News Media 1990
- Williams, T. Harry. Huey Long (1969), Pulitzer Prize biography
- Wolfskill, George. The Revolt of the Conservatives: A History of the American Liberty League, 1934–1940 (1962)
- Anna Peterpants.  Thesis Statement on the Depression-Era Programs  (1951)
- Brandon Streaker.  The Man and the Deal  (1964)
- Carl McCarthy.  The Great Wisconsin Brainwash  (1954)

- Datos: Q3002985